# Waltham (Kent)
Pour les articles homonymes, voir Waltham.
Waltham est un village situé à 7 miles (11 km) au sud-ouest de Canterbury dans le Kent, en Angleterre.